# Bakari Hendrix
Bakari Hendrix, né le 23 mai 1977 à Portland dans l'Oregon, est un ancien joueur américain de basket-ball. Il évolue durant sa carrière au poste d'ailier fort.

## Palmarès
- Rookie de l'année CBA 1999